# Stazione di Soccavo
La stazione di Soccavo è una stazione ferroviaria dell'omonima zona di Napoli, posta sulla ferrovia Circumflegrea gestita in precedenza da SEPSA e oggi dall'Ente autonomo volturno. La stazione fu ristrutturata nel 1990 dall'architetto Nicola Pagliara, sostituendo il precedente edificio con uno nuovo, con facciata in cortina di mattoni, pannelli in alluminio e vetrocemento.
È in costruzione la parte di stazione destinata alla costruenda Linea 7, che collegherà la stazione di Soccavo a quella dell'Edenlandia della ferrovia Cumana.

## Servizi
- Fermata autobus

## Luoghi e vie
Dalla stazione "Soccavo" è possibile raggiungere i seguenti luoghi e vie:
- Via dell'Epomeo
- Villa Cinzia (complesso ospedaliero)
- Via Paolo Della Valle
- Complesso universitario di Monte Sant'Angelo
- Via Giustinano
- Via Risorgimento
- Via Pigna